# Christophe Gans
Pour les articles homonymes, voir Gans (homonymie).
Christophe Gans est un réalisateur, producteur, scénariste et critique de cinéma français, né le 11 mars 1960 à Antibes dans les Alpes-Maritimes.
Il est connu pour soigner l'esthétique et le style de ses films, revendiquant des influences aussi variées que le cinéma européen, américain, asiatique et l'univers de la bande dessinée.

## Biographie

### Jeunesse et journalisme
Christophe Gans naît le 11 mars 1960 à Antibes. Fasciné par le cinéma, il crée, très jeune, un fanzine alors qu'il vit encore dans sa ville natale d'Antibes. Après ses études à l'IDHEC où il réalise notamment un court-métrage intitulé Silver Slime — qui, en anglais, veut dire « bave d'argent », et de nouveau traduit en italien donne « Bava d'Argento », jeu de mots en hommage aux réalisateurs Mario Bava et Dario Argento, il est nommé rédacteur en chef du magazine Starfix, lancé et financé par ses amis (distributeurs vidéo créateurs de Scherzo vidéo), défendant alors au sein de ses pages des cinéastes[réf. nécessaire] tel que David Cronenberg ou John Woo, parfois malmenés dans la presse cinéma « traditionnelle » de l'époque. Il anime en plus une rubrique consacrée au cinéma dans l'émission Rapido d'Antoine de Caunes.
En février 1997, il crée la revue HK Magazine qui devient rapidement une référence en matière de cinéma asiatique, partant à la découverte de cinéastes tels que John Woo ou Hayao Miyazaki. À partir d'un large catalogue de titres inédits en VHS, HK lance la mode du cinéma asiatique en France.

### Cinéma

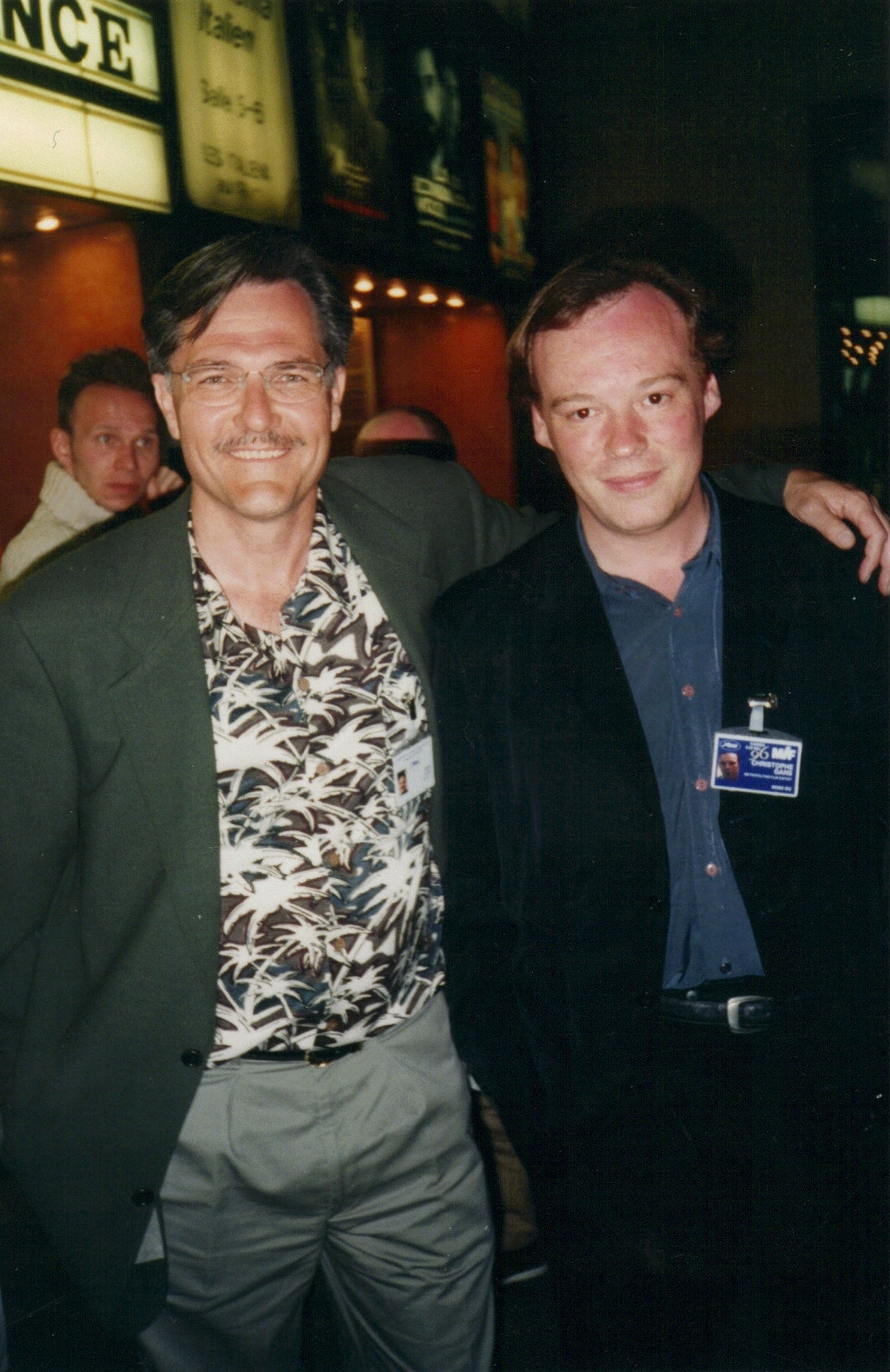
Brian Yuzna et Christophe Gans au Festival de Cannes en 1996.

Avec l'aide du producteur Samuel Hadida, Christophe Gans travaille sur plusieurs scénarios avant de signer en 1993 The Drowned, première partie du film Necronomicon inspiré par l'œuvre de H. P. Lovecraft. Il tournera ce segment aux Etats-Unis en une dizaine de jours en toute clandestinité, sans permis de travail.
En 1995, il adapte le manga culte Crying Freeman, l'histoire d'un tueur japonais opérant pour la mafia chinoise au sang-froid hors pair, d'après le manga éponyme de Kazuo Koike et Ryôichi Ikegami. Les rôles du Freeman et de l'inspecteur Netah sont respectivement confiés à Mark Dacascos et Tchéky Karyo. Il définit son film comme « un poème d’amour adressé à The Killer de John Woo ». Les critiques presse et spectateurs sont favorables, comme Libération qui salue « un film extrêmement léché, excessivement soigné, outrageusement esthétique ».
Fort du succès de Crying Freeman, il se lance dans un projet ambitieux, celui de réaliser une prequelle à Vingt mille lieues sous les mers de Jules Verne. Écrit par Christophe Gans, Thierry Cazals et Michael Cooper, le scénario de Nemo suit les jeunes années du capitaine Nemo en pleine guerre de Sécession, alors qu'il n'est pas encore le maître de son célèbre Nautilus. Le réalisateur se bat pendant des années pour assurer la mise en chantier du film mais les producteurs sont réticents. « J’ai rendu un script qui raconte la première plongée du sous-marin et l’histoire d’amour qui va brouiller la vie de Nemo (...) C’est l’occasion de réaliser un film d’aventures comme on en voyait dans les années 1960, mais avec une vision moderne » explique-t-il en 1996. Les illustrateurs Marc Caro et Matthieu Lauffray préparent des illustrations pour vendre le projet aux studios. Alors que les préparatifs pour un futur tournage commencent, la production est stoppée.
En 2004, Christophe Gans co-produit Saint Ange de Pascal Laugier, son ami de Starfix et réalisateur du making-of du Pacte des Loups. En 2006, après l'échec d'un projet d'adaptation de Bob Morane avec Vincent Cassel, il signe Silent Hill, transposition du célèbre jeu vidéo, qui réunit Radha Mitchell, Laurie Holden et Sean Bean. Il est aidé à l'écriture du scénario par Roger Avary, qu'il avait rencontré douze ans plus tôt pour la sortie de Necronomicon. Ce dernier dira de lui qu'« Il était tellement érudit que j'avais l'impression d'avoir rencontré le Quentin Tarantino français ». Lors de la réalisation du film, le réalisateur a reçu de nombreuses menaces de mort de la part de fans du jeu qui ne voulaient pas voir leur monde favori trahi par un long-métrage n'ayant pas été conforme à l'esprit de Silent Hill. Le succès est mitigé. Les Inrockuptibles note « un tableau subtil et malaisant, fruit de l'union enfin directement féconde entre le cinéma et le jeu vidéo », alors que Chronic'art évoque « un fracas dégoulinant d'occasions manquées, de sauvetages avortés et de grands spasmes qui déséquilibrent le frêle terreau de base ».
En 2016, 20 ans après l'échec de Nemo, il est annoncé à la réalisation d'une nouvelle adaptation de Vingt mille lieues sous les mers, fruit d'une coproduction entre la France et la Chine, avec « une esthétique faisant se rencontrer l'Est et l'Ouest » ,,. Le projet sera finalement annulé.
En 2018 est annoncé que Gans revient avec Corto Maltese, d'après la bande dessinée du dessinateur et scénariste italien Hugo Pratt. Le film, co-produit par Samuel Hadida et la société de production espagnole TriPictures, devait entrer en tournage en janvier 2019 entre l’Europe et la Chine. L'acteur Tom Hughes est choisi pour incarner le célèbre marin aventurier,. Malheureusement le projet sera annulé.

### Le Pacte des loups

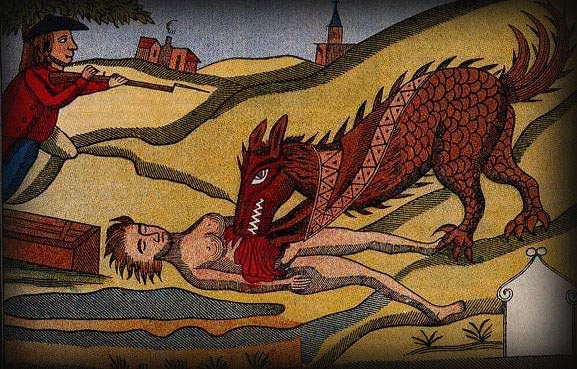
Gravure du XVIIIe siècle, représentant la Bête du Gévaudan et l'une de ses nombreuses victimes.

1998. En collaboration avec Canal + Écriture, une structure de Canal+ visant à apporter aux jeunes auteurs une aide financière et artistique, le scénariste Stéphane Cabel développe un synopsis de vingt pages intitulé Le Pacte des loups. L'intrigue est inspirée de l'histoire de la Bête du Gévaudan, qui fit de nombreuses victimes entre 1764 et 1767 dans l'actuelle Lozère, et y incorpore des éléments propres au romanesque. Le pitch de Cabel séduit aussitôt Gans qui a toujours eu une fascination pour le cinéma de cape et d'épée et l'imaginaire baroque. Le réalisateur a particulièrement été marqué dans les années 1960 par le téléfilm sur la Bête du Gévaudan produit pour la célèbre série Le Tribunal de l'impossible. Il décide de retravailler le script de Cabel pour y apporter sa propre « patte » et de le transposer en un spectaculaire long-métrage avec le financement de Samuel Hadida et Richard Grandpierre pour Studio Canal.
C'est dans la région du Gers, le 14 février 2000, que débute le tournage, qui va s'étaler sur 23 semaines au lieu des 15 initialement prévues sur plus de 8 départements comme la Dordogne, le Val-de-Marne ou encore les Hautes-Pyrénées . Quatre-vingt décors du script sont extérieurs, et les problèmes liés aux conditions climatiques et à la gestion de l'équipe s’enchainent. Techniciens, figurants costumés et cavaliers doivent parfois patienter de longues heures pour pouvoir tourner sur des plateaux balayés par des orages,.
La distribution réunit de jeunes comédiens (Samuel Le Bihan, Vincent Cassel, Monica Bellucci, Jérémie Renier...) et des valeurs sûres du cinéma français (Jean Yanne, Jean-François Stévenin ou encore Édith Scob). Le réalisateur retrouve aussi Mark Dacascos 5 ans après Crying Freeman. Les cascades sont assurées par Philip Kwok, un professionnel du cinéma hongkongais. L’auteur de bande dessinée français Matthieu Lauffray se charge d'illustrer les carnets du personnage joué par Le Bihan, tandis que le studio britannique Jim Henson's Creature Shop conçoit les effets spéciaux de la Bête. La vision de Gans confère au film une atmosphère unique où s’entremêlent les genres, du western au film de cape et d'épée en passant par le cinéma d'arts martiaux et d'horreur. Le Pacte des loups est l'un des plus gros succès français de 2001 avec près de cinq millions de spectateurs en salle. Il connait également le succès aux États-Unis à sa sortie en 2002.

### La Belle et la Bête
En 2011, Christophe Gans co-écrit avec Sandra Vo Anh une adaptation du conte La Belle et la Bête de Gabrielle-Suzanne de Villeneuve, publié en 1740. Le film est produit par Pathé et réunit Vincent Cassel, Léa Seydoux ou encore André Dussollier. Le tournage se déroule à Berlin dans les Studios de Babelsberg pour une sortie fixée au 12 février 2014.
« La difficulté, je crois, vient du fait que la version Cocteau et la version Disney (que je n’aime pas) ont imposé des éléments qui ne sont pas dans le conte de Madame de Villeneuve mais qui sont désormais ancrés dans l’inconscient collectif (...) Avec ma version, j’entends apposer une grille de décodage plus contemporaine, avec des réflexions sur l’écologie ou encore sur les classes sociales, surtout en cette période de crise économique. Une part importante du film est consacrée à la chute sociale du marchand, à l’invasion de sa maison par des huissiers. Le remède à une pareille situation ? L’amour et l’imagination. Des valeurs qui ne coûtent rien et qui ne sont pas imposables ! » explique le réalisateur. Le film est inspiré par l’œuvre de Hayao Miyazaki « parce qu'ils sont bâtis sur un système de valeurs humaines, écologiques, civilisationnelles, les œuvres du maître japonais ont su transcender les barrières culturelles et représenter pour le public international la quintessence du sentiment féérique. », déclare Christophe Gans à Variety. « Avec ce film, je veux lâcher mon imagination. Bien que je veuille conserver la narration de ce conte intemporel, avec ses personnages et son rythme, je vais surprendre le public en créant un tout nouvel univers jamais exploré auparavant et produire des images d'une qualité sans précédent. Chacun de mes films a été un défi, mais celui-ci sera, de loin, le plus excitant et gratifiant. ».
Les critiques des professionnels sont partagées. Pour Libération, « Christophe Gans déploie comme à son habitude un grand numéro d’artificier obsessif, d’artisan brillant, mais aussi d’enfant prolongé, encore sincère dans sa façon de s’abandonner à ses pulsions scopiques». Pour Le Figaro, « on se plaît à trouver, dans un double discours plus symbolique, la tension sexuelle propre à tous les contes, à travers une représentation métaphorique du désir », «ce film divertissant n'égale pas la hauteur de ses ambitions » note Les Fiches du cinéma.
Le 19 octobre 2022, Christophe Gans et le producteur Victor Hadida confirment travailler à une nouvelle adaptation filmique de la franchise de jeux vidéo horrifiques Silent Hill, basée cette fois sur Silent Hill 2. Le projet, désigné sous le nom de Return to Silent Hill, débute son tournage en 2023. Il devrait sortir début 2026.

## Filmographie

### Réalisateur
- 1981 : Silver Slime (court métrage)
- 1994 : Necronomicon (segment The Drowned)
- 1995 : Crying Freeman
- 2001 : Le Pacte des loups
- 2006 : Silent Hill
- 2014 : La Belle et la Bête
- 2026 : Return to Silent Hill Date sujette à modification

### Scénariste
- 1994 : Necronomicon (segment The Drowned)
- 1995 : Crying Freeman (coécrit avec Thierry Cazals, d'après le manga de Ryôichi Ikegami)
- 2001 : Le Pacte des loups (coécrit avec Stéphane Cabel)
- 2014 : La Belle et La Bête (avec Sandra Vo-Anh)
- 2026 : Return to Silent Hill

### Producteur
- 2004 : Saint Ange (de Pascal Laugier)

## Distributeur
Christophe Gans supervise également la distribution de films étrangers pour le marché du DVD en France comme Shaolin Soccer de Stephen Chow et le label HK Vidéo spécialisé dans le cinéma asiatique[réf. nécessaire].

## Projets inachevés
- Nemo : Un scénario de Christophe Gans coécrit avec Thierry Cazals, Roger Avary et Michael Cooper, d'après l'œuvre de Jules Verne. Dans cette préquelle de Vingt mille lieues sous les mers, on suit les jeunes années du capitaine Nemo en pleine Guerre de Sécession. Les évènements de la guerre doivent l'amener à fuir le monde des hommes, aux commandes du Nautilus, pour celui des grands fonds. « J’ai rendu un script qui raconte la première plongée du sous-marin et l’histoire d’amour qui va brouiller la vie de Nemo, qui va en faire l’homme qu’on connaît sous les traits de James Mason dans le film Vingt mille lieues sous les mers de Richard Fleischer (1954). C’est l’occasion de réaliser un film d’aventures comme on en voyait dans les années 1960, mais avec une vision moderne » explique le réalisateur[30]. Après des différends artistiques et logistiques entre Gans et les studios britanniques, la production de Nemo est stoppée[6],[31].

- Patlabor : d'après le manga manga éponyme de Masami Yūki. En 1997, Christophe Gans parle d'un film de guerre « avec des tanks et des guerres urbaines » [32]. Le film ne se fera pas pour des raisons budgétaires.

- Bob Morane : en 2001, quelques mois après la sortie du Pacte des Loups, Christophe Gans décide de réaliser une adaptation du héros d'Henri Vernes. Le cinéaste écrit un scénario avec Stéphane Cabel et Roger Avary. « Nous utiliserons des décors sans fioritures – Londres à Noël en 1959 et la Birmanie durant la décolonisation – mais avec des créatures de la magie noire, tirées de la mythologie taoïste et bouddhiste, qui se mêleront au combat ». L'acteur Vincent Cassel est choisi pour interpréter Bob Morane tandis que viennent se joindre à la distribution Mark Dacascos et Franco Nero. Mais le tournage, prévu en Thaïlande, est annulé à cause d'une importante épidémie en Asie et le projet sombre dans les tiroirs[33].

- Rahan : une adaptation du célèbre héros de la Préhistoire avec Mark Dacascos dans le rôle-titre, produite par Marc du Pontavice pour un budget de 55 000 000 d'euros. Contrairement à la bande dessinée, le film se situait dans une réalité historique, pendant la Glaciation de Würm (30 000 ans avant notre ère). Un langage préhistorique a même été inventé pour les besoins du long-métrage par François Rastier, docteur en linguistique et directeur de recherche au CNRS[34]. Le producteur Marc du Pontavice annonçait « un film sauvage et organique, un film d’atmosphère, avec une esthétique proche du documentaire ». Depuis 2006, le projet est provisoirement annulé[35].

- Onimusha : une adaptation du jeu vidéo se déroulant au XVIe siècle, en plein Japon féodal. Comme pour Le Pacte des loups et Silent Hill, c’est Davis Films, la boîte de Samuel Hadida, qui devait produire Onimusha, budgeté à 70 000 000 de dollars[36]. La mort de Heath Ledger sur le tournage de L'Imaginarium du Docteur Parnassus produit par Samuel Hadida serait selon Gans à l'origine de la fin du projet, car les moyens pour Onimusha ne pouvaient alors plus être alloués à cause du sauvetage de Parnassus.

- Le Cavalier suédois : une adaptation du roman de l'allemand Leo Perutz révisée par le journaliste-réalisateur Jean-Pierre Jackson. Produit par Thomas Langmann et Samuel Hadida. Projet provisoirement annulé[37].

- Tarzan : une nouvelle adaptation des aventures du seigneur de la jungle de Edgar Rice Burroughs avec Marion Cotillard ou Natalie Portman. Produit par Thomas Langmann et de sa société La Petite Reine. Intitulé Lord of the Apes, ce long métrage revisiterait l'œuvre du point de vue de Jane Porter, la jeune aristocrate échouée en pleine jungle. Projet provisoirement annulé[31],[38].

- Fantômas, un remake de la célèbre saga des années 1960 avec Jean Marais et Louis de Funès. La genèse du film démarre au milieu des années 1990 lorsque Thomas Langmann acquiert les droits de la saga française qu’il veut ramener à l’écran. Les noms de José Garcia, Benoît Poelvoorde ou Jean Reno circulent pour jouer le rôle du célèbre criminel. Il sera aussi question de Jamel Debbouze en commissaire Juve. En 2010, Langmann révèle vouloir faire de son Fantômas une comédie spectaculaire dans l'esprit de Iron Man ou des films Marvel en 3-D « où le super-héros est un méchant, avec beaucoup de fun et d’action »[39]. Christophe Gans débarque sur le projet et choisit un ton beaucoup plus sérieux. Il co-écrit le script avec David Martinez et prévoit Vincent Cassel dans le rôle titre. L’écriture prend du retard avec les révisions de Nicolas Boukhrief et Karine Angeli. Le projet est finalement suspendu par Langmann[31].

- Dark Agnès : d'après Dark Agnès de Chastillon (Agnès la Noire) de Robert E. Howard. Le film suit une jeune guerrière dans une France à l'approche de la Renaissance, où l'on passe d'une société patriarcale à un monde où les femmes ont une véritable importance au niveau politique[40]. En 2011, le réalisateur explique que son personnage est très différent des héroïnes hollywoodiennes : « À part chez Cameron [...] qui a quelque chose en lui de profondément féministe [...] On leur dénie leur féminité pour leur faire faire des trucs de mecs »[41].

- Vingt mille lieues sous les mers : coproduction franco-chinoise d'après l'œuvre de Jules Verne, dont l'intrigue est transposée à Shanghai et dans ses environs [42]. Annoncé en 2016, le projet est finalement suspendu, en partie à la suite de divergences avec les financiers chinois, et sera relégué au profit de Corto Maltese.

- Corto Maltese : en 2017[43], un projet de film en prises de vue réelles est annoncé. En 2018, le projet est confirmé : il s'agit d'une nouvelle adaptation de Corto Maltese en Sibérie, avec notamment l'acteur anglais Tom Hughes dans le rôle de Corto et le français James Thierrée dans celui de Raspoutine[44]. Le tournage doit commencer en janvier 2019. Finalement, le 21 juin 2019, selon le dessinateur de concepts arts François Baranger annonce l'annulation du projet pour « des motifs juridiques »[45]. Christophe Gans annoncera en interview que la mort de Samuel Hadida fut "un coup terrible" qui condamna le projet[46].

## Box-office
| Titre français      | Année de sortie | Nb. d'entrées France |
| ------------------- | --------------- | -------------------- |
| Crying Freeman      | 1996            | 627 579              |
| Le Pacte Des Loups  | 2001            | 5 179 154            |
| Silent Hill         | 2006            | 814 380              |
| La Belle et la Bête | 2014            | 1 826 194            |